# Václav Vlastimil Hausmann

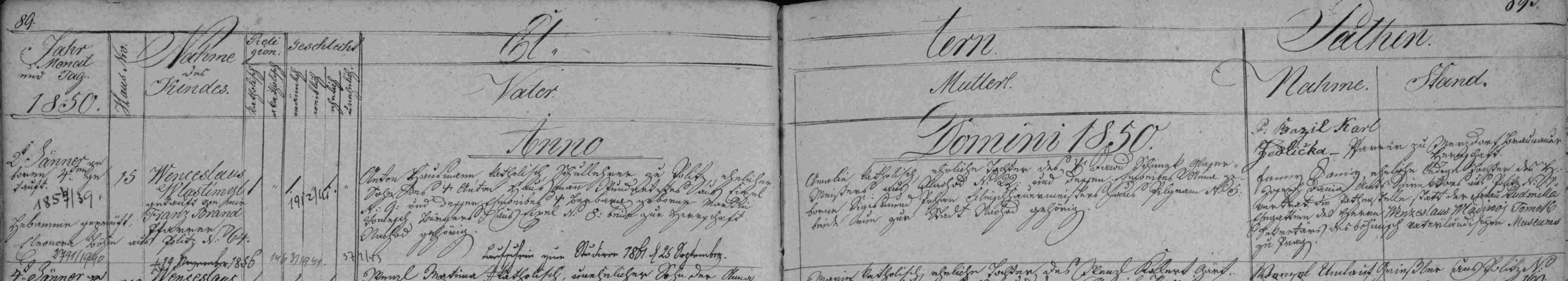
matriční zápis o narození a křtu Václava Vlastimila Hausmanna (matrika N 1837-1859 územní rozsah: Police nad Metují (SOA Zámrsk))

Václav Vlastimil Hausmann (2. ledna 1850 Police nad Metují – 11. dubna 1903 Česká Třebová) byl český hudební skladatel a publicista.

## Život
Byl synem polického učitele, který byl rovněž varhaníkem a skladatelem. U něho získal základní hudební vzdělání, které si dále rozšířil studiem na učitelském ústavu a Varhanické škole v Praze. Po absolvování školy se stal učitelem v České Třebové. V následujících letech byl ředitelem kůru a kapelníkem na různých místech v Čechách. V roce 1873 začal v Bystřici nad Pernštejnem vydávat první moravský hudební časopis Hlasy hudební.
Za svého působení v Havlíčkově Brodě (1881–1888) založil Zemský spolek varhaníků a vydával časopisy Českoslovanský varhaník a Slovanská hudba.
V roce 1888 odešel do Maďarska a stal se kapelníkem metropolitního kostela v Egeru. O dva roky později působil jako dirigent městského divadla a ředitel kůru ve slezském Bílsku. Na sklonku života žil u své dcery v České Třebové.
Zemřel roku v České Třebové a byl nejprve pohřben na místním hřbitově u rotundy svaté Kateřiny. Po zrušení pohřebiště roku 1905 byly ostatky uloženy na nově založeném městském hřbitově.

## Dílo

### Opery a operety
- Fráter Serafín
- Čtvrtá ratolest
- Rybář Radovid (1873)
- Pan Principál
- Před myslivnou (1870)
- Král Beludžistánie Ali Kabul
- Ženichové (1869)
- Katilina s Neuhofenu
- Vesnické povídky (balet)

### Orchestrální skladby
- Paličova dcera
- Velebit
- Jihoslovan
- Pod Radhoštěm

### Chrámové skladby
- Mše G-dur
- Slavnostní mše B-dur
- Te Deum
- Litanie a pohřební písně
- Modlitba k Ježíškovi (vánoční hra)
- Golgota (kantáta na slova Karla Václava Raise)

Komponoval rovněž písně (i vojenské), sbory, tance a řadu drobných skladeb pro klavír.